# Phlyctenosis robinsoni
Phlyctenosis robinsoni là một loài bọ cánh cứng trong họ Cerambycidae.